# Rhiannon (singolo)
Rhiannon è una canzone dei Fleetwood Mac, dall'album del 1975 Fleetwood Mac e realizzata come singolo nel 1976. La canzone fu scritta da Stevie Nicks per la band.
Rhiannon è stata eletta alla posizione numero 488 nelle The 500 Greatest Songs of All Time dalla rivista Rolling Stone. La sua posizione più alta nelle chart americane fu nel giugno del 1976, quando raggiunse l'11ª posizione. Raggiunse la 46ª posizione nel Regno Unito dopo una riedizione nel 1976.
La canzone è stata presentata anche come Rhiannon (Will You Ever Win) in alcune edizioni del singolo in certi paesi. La canzone compare comunque semplicemente come Rhiannon in tutti gli album dei Fleetwood Mac.

## Sviluppo della canzone
Nicks ebbe l'idea per Rhiannon attraverso un romanzo intitolato Triad, di Mary Leader. Il romanzo parla di una donna di nome Branwen, che è posseduta da un'altra donna di nome Rhiannon. Nel romanzo vi sono riferimenti della leggenda gallese di Rhiannon, ma i personaggi nel romanzo riconducono poco ai loro omonimi della mitologia gallese (sia Rhiannon che Branwen sono personaggi di primaria importanza nei racconti medievali in prosa di Mabinogion).
Nicks comprò il libro proprio prima di un viaggio in aereo, e trovò il nome così bello da voler scrivere qualcosa riguardo a una ragazza di nome Rhiannon. Scrisse "Rhiannon" nel 1974, 3 mesi prima di unirsi ai Fleetwood Mac, asserendo di aver impiegato 10 minuti per scriverla.
Dopo aver scritto la canzone, Nicks scoprì che Rhiannon era una divinità gallese, e rimase stupita che il testo della canzone fosse tanto vicina alla Rhiannon della mitologia. Nicks fece ricerche sulla storia di Mabinogion e cominciò a lavorare su un progetto, incerta su cosa sarebbe diventato. Ci sono parecchie canzoni che fanno parte di questo progetto irrealizzato, tra le quali  "Stay Away" e "Maker of Birds". Nicks scrisse la canzone dei Fleetwood Mac "Angel" basandosi sulla storia di Rhiannon.
Nicks evitò di indossare abiti neri per circa due anni nel tentativo di allontanarsi dalle associazioni alla stregoneria e alle arti oscure che la circondavano in merito alle impressioni erronee che il testo di Rhiannon aveva dato ai fan.

## Strumentisti
- Stevie Nicks - voce
- Lindsey Buckingham - chitarra, voce corista
- Christine McVie - tastiere, voce corista
- John McVie - basso
- Mick Fleetwood - batteria

## Cover
Waylon Jennings fece una reinterpretazione della canzone nel suo album Turn the page del 1985.